# Cartageens voetbalelftal (mannen)
Het Cartageens voetbalelftal is een team van voetballers dat de Spaanse gemeente Cartagena vertegenwoordigt bij internationale wedstrijden. Cartagena is geen lid van de FIFA en de UEFA en is dus uitgesloten voor deelname aan het WK en het EK. Thuisstadion is het Cartagonova waar ook FC Cartagena in speelt.

## Statistieken
- Gespeeld: 1
- Gewonnen: 0
- Gelijkgespeeld: 1
- Verloren: 0

## Internationale wedstrijden
| Jaar        | Tegenstander | Uitslag | Doelpunten | Tegendoelpunten |
| 28 feb 2007 | Faeröer      | 0 - 0   | -          | -               |

1 CONCACAF-lid · 2 geassocieerd CAF-lid · 3 geassocieerd OFC-lid · 4 geassocieerd AFC-lid